# Puchar Europy w Lekkoatletyce 1965 – półfinał mężczyzn (Zagrzeb)
Półfinał pucharu Europy w lekkoatletyce w 1965 mężczyzn odbył się 21 i 22 sierpnia w Zagrzebiu. Był to jeden z trzech półfinałów. Pozostałe odbyły się w Oslo i Rzymie.
Wystąpiło sześć zespołów, z których dwa najlepsze awansowały do finału.

## Klasyfikacja generalna
| Poz. | Reprezentacja   | Punkty |
| ---- | --------------- | ------ |
| 1    | NRD             | 90     |
| 2    | Wielka Brytania | 89     |
| 3    | Szwecja         | 81     |
| 4    | Rumunia         | 60     |
| 5    | Jugosławia      | 52     |
| 6    | Holandia        | 41     |

## Wyniki indywidualne
Kolorami oznaczono zawodników reprezentujących zwycięskie drużyny.

### Bieg na 100 metrów
| Lp. | Państwo         | Zawodnik            | Wynik |
| --- | --------------- | ------------------- | ----- |
| 1.  | NRD             | Heinz Erbstößer     | 10,5  |
| 2.  | Wielka Brytania | Barrie Kelly        | 10,5  |
| 3.  | Holandia        | Leo de Winter       | 10,6  |
| 4.  | Rumunia         | Gheorghe Zamfirescu | 10,7  |
| 5.  | Jugosławia      | Ivica Karasi        | 10,8  |
| 6.  | Szwecja         | Örjan Johansson     | 10,9  |

### Bieg na 200 metrów
| Lp. | Państwo         | Zawodnik            | Wynik |
| --- | --------------- | ------------------- | ----- |
| 1.  | Holandia        | Rob Heemskerk       | 21,1  |
| 2.  | Wielka Brytania | Patrick Morrison    | 21,3  |
| 3.  | NRD             | Heinz Erbstößer     | 21,4  |
| 4.  | Szwecja         | Bo Althoff          | 21,6  |
| 5.  | Rumunia         | Gheorghe Zamfirescu | 21,8  |
| 6.  | Jugosławia      | Slobodan Pavlović   | 22,1  |

### Bieg na 400 metrów
| Lp. | Państwo         | Zawodnik              | Wynik |
| --- | --------------- | --------------------- | ----- |
| 1.  | Wielka Brytania | Michael Fitzgerald    | 47,0  |
| 2.  | Holandia        | Fred van Herpen       | 47,5  |
| 3.  | Szwecja         | Bengt-Göran Fernström | 47,9  |
| 4.  | NRD             | Hartmut Schwabe       | 48,1  |
| 5.  | Rumunia         | Berthold Albrecht     | 48,1  |
| 6.  | Jugosławia      | Miroslav Bosnar       | 48,7  |

### Bieg na 800 metrów
| Lp. | Państwo         | Zawodnik          | Wynik  |
| --- | --------------- | ----------------- | ------ |
| 1.  | NRD             | Jürgen May        | 1:47,0 |
| 2.  | Szwecja         | Karl-Uno Olofsson | 1:47,9 |
| 3.  | Wielka Brytania | John Boulter      | 1:48,4 |
| 4.  | Rumunia         | Gheorghe Ene      | 1:49,8 |
| 5.  | Holandia        | Chris Konings     | 1:50,0 |
| 6.  | Jugosławia      | Dragutin Rubežić  | 1:50,9 |

### Bieg na 1500 metrów
| Lp. | Państwo         | Zawodnik          | Wynik  |
| --- | --------------- | ----------------- | ------ |
| 1.  | NRD             | Jürgen May        | 3:41,3 |
| 2.  | Wielka Brytania | Alan Simpson      | 3:41,4 |
| 3.  | Rumunia         | Constantin Blotiu | 3:43,6 |
| 4.  | Jugosławia      | Simo Važić        | 3:44,9 |
| 5.  | Szwecja         | Karl-Uno Olofsson | 3:47,3 |
| 6.  | Holandia        | Henk Snepvangers  | 3:55,9 |

### Bieg na 5000 metrów
| Lp. | Państwo         | Zawodnik        | Wynik   |
| --- | --------------- | --------------- | ------- |
| 1.  | Wielka Brytania | Derek Graham    | 15:35,6 |
| 2.  | Rumunia         | Andrei Barabaș  | 15:36,0 |
| 3.  | Szwecja         | Bengt Nåjde     | 15:36,4 |
| 4.  | Jugosławia      | Simo Važić      | 15:40,0 |
| 5.  | NRD             | Paul Krebs      | 15:47,6 |
| –   | Holandia        | No op den Oordt | DQ      |

### Bieg na 10 000 metrów
| Lp. | Państwo         | Zawodnik          | Wynik   |
| --- | --------------- | ----------------- | ------- |
| 1.  | Wielka Brytania | Michael Bullivant | 29:59,2 |
| 2.  | Rumunia         | Nicolae Mustata   | 30:00,0 |
| 3.  | Szwecja         | Gunnar Larsson    | 30:21,0 |
| 4.  | NRD             | Jürgen Haase      | 30:29,2 |
| 5.  | Jugosławia      | Franc Červan      | 30:42,0 |
| 6.  | Holandia        | Piet Beelen       | 31:07,6 |

### Bieg na 110 metrów przez płotki
| Lp. | Państwo         | Zawodnik        | Wynik |
| --- | --------------- | --------------- | ----- |
| 1.  | Szwecja         | Bo Forssander   | 13,9  |
| 2.  | Wielka Brytania | Mike Parker     | 14,3  |
| 3.  | NRD             | Christian Voigt | 14,6  |
| 4.  | Jugosławia      | Milad Petrušić  | 14,8  |
| 5.  | Holandia        | Marius Bos      | 14,9  |
| 6.  | Rumunia         | Valeriu Jurcă   | 14,9  |

### Bieg na 400 metrów przez płotki
| Lp. | Państwo         | Zawodnik           | Wynik |
| --- | --------------- | ------------------ | ----- |
| 1.  | Wielka Brytania | John Cooper        | 51,7  |
| 2.  | Szwecja         | Bertil Wistam      | 52,1  |
| 3.  | Rumunia         | Berthold Albrecht  | 52,6  |
| 4.  | Jugosławia      | Ðani Kovač         | 53,1  |
| 5.  | NRD             | Rainer Schiedewitz | 53,7  |
| 6.  | Holandia        | Tiemen Veneboer    | 54,0  |

### Bieg na 3000 metrów z przeszkodami
| Lp. | Państwo         | Zawodnik            | Wynik  |
| --- | --------------- | ------------------- | ------ |
| 1.  | Wielka Brytania | Maurice Herriott    | 8:36,2 |
| 2.  | Rumunia         | Zoltan Vamoș        | 8:36,6 |
| 3.  | Szwecja         | Bengt Persson       | 8:37,0 |
| 4.  | Jugosławia      | Slavko Špan         | 8:53,6 |
| 5.  | NRD             | Henrich Misersky    |        |
| 6.  | Holandia        | Jacques van Eekelen | 9:25,0 |

### Sztafeta 4 × 100 metrów
| Lp. | Państwo         | Zawodnicy                                                      | Wynik |
| --- | --------------- | -------------------------------------------------------------- | ----- |
| 1.  | NRD             | Heinz Erbstößer Rainer Berger Harald Eggers Detlef Lewandowski | 40,3  |
| 2.  | Holandia        |                                                                | 40,5  |
| 3.  | Wielka Brytania | Patrick Morrison David Jones Menzies Campbell Barrie Kelly     | 40,7  |
| 4.  | Szwecja         |                                                                | 41,3  |
| 5.  | Rumunia         |                                                                | 41,7  |
| 6.  | Jugosławia      | Erazem Pungerčič Slobodan Pavlović Jovan Mušković Ivica Karasi | 41,8  |

### Sztafeta 4 × 400 metrów
| Lp. | Państwo         | Zawodnicy                                                             | Wynik  |
| --- | --------------- | --------------------------------------------------------------------- | ------ |
| 1.  | Wielka Brytania | Malcolm Yardley John Adey Michael Fitzgerald Peter Warden             | 3:09,0 |
| 2.  | NRD             | Wolfgang Mettin Arthur Speer Hartmut Schwabe Joachim Both             | 3:09,1 |
| 3.  | Szwecja         | Bengt-Göran Fernström Carl-Gustaf Johansson Anders Lärkert Bo Althoff | 3:12,2 |
| 4.  | Holandia        |                                                                       | 3:12,6 |
| 5.  | Rumunia         |                                                                       | 3:14,2 |
| 6.  | Jugosławia      | Zlatko Homoki Anton Stanovnik Miroslav Bosnar Dragutin Rubežić        | 3:15,2 |

### Skok wzwyż
| Lp. | Państwo         | Zawodnik             | Wynik |
| --- | --------------- | -------------------- | ----- |
| 1.  | Szwecja         | Kjell-Åke Svensson   | 2,09  |
| 2.  | Jugosławia      | Miodrag Todosijević  | 2,07  |
| 3.  | Rumunia         | Eugen Ducu           | 2,02  |
| 4.  | NRD             | Waldemar Schütz      | 1,96  |
| 5.  | Wielka Brytania | Crawford Fairbrother | 1,96  |
| 6.  | Holandia        | Ed de Noorlander     | 1,85  |

### Skok o tyczce
| Lp. | Państwo         | Zawodnik         | Wynik |
| --- | --------------- | ---------------- | ----- |
| 1.  | NRD             | Wolfgang Nordwig | 4,90  |
| 2.  | Szwecja         | Tapio Mertanen   | 4,50  |
| 3.  | Rumunia         | Petre Astafei    | 4,40  |
| 4.  | Jugosławia      | Dragan Arapović  | 4,40  |
| 5.  | Holandia        | Servee Wijsen    | 4,20  |
| 6.  | Wielka Brytania | Norrie Foster    | 4,10  |

### Skok w dal
| Lp. | Państwo         | Zawodnik       | Wynik |
| --- | --------------- | -------------- | ----- |
| 1.  | Wielka Brytania | Lynn Davies    | 7,81  |
| 2.  | NRD             | Udo Vogel      | 7,65  |
| 3.  | Jugosławia      | Milan Babić    | 7,38  |
| 4.  | Szwecja         | Lars-Olof Höök | 7,17  |
| 5.  | Holandia        | Joop Kant      | 7,11  |
| 6.  | Rumunia         | Mihai Calnicov | 7,10  |

### Trójskok
| Lp. | Państwo         | Zawodnik             | Wynik |
| --- | --------------- | -------------------- | ----- |
| 1.  | Wielka Brytania | Fred Alsop           | 16,15 |
| 2.  | NRD             | Hans-Jürgen Rückborn | 16,14 |
| 3.  | Rumunia         | Șerban Ciochină      | 15,91 |
| 4.  | Szwecja         | Birger Nyberg        | 15,24 |
| 5.  | Jugosławia      | Vladimir Njaradi     | 14,58 |
| 6.  | Holandia        | Joop Kant            | 13,95 |

### Pchniecie kulą
| Lp. | Państwo         | Zawodnik            | Wynik |
| --- | --------------- | ------------------- | ----- |
| 1.  | NRD             | Dieter Hoffmann     | 18,01 |
| 2.  | Jugosławia      | Petar Barišić       | 17,74 |
| 3.  | Szwecja         | Bengt Christiansson | 17,21 |
| 4.  | Rumunia         | Aurel Raica         | 16,62 |
| 5.  | Wielka Brytania | Alan Carter         | 16,61 |
| 6.  | Holandia        | Piet van der Kruk   | 16,05 |

### Rzut dyskiem
| Lp. | Państwo         | Zawodnik        | Wynik |
| --- | --------------- | --------------- | ----- |
| 1.  | Szwecja         | Lars Haglund    | 56,60 |
| 2.  | NRD             | Fritz Kühl      | 56,34 |
| 3.  | Jugosławia      | Dako Radošević  | 51,94 |
| 4.  | Rumunia         | Vasile Salagean | 50,46 |
| 5.  | Wielka Brytania | Mike Lindsay    | 50,14 |
| 6.  | Holandia        | Herman Timme    | 45,84 |

### Rzut młotem
| Lp. | Państwo         | Zawodnik          | Wynik   |
| --- | --------------- | ----------------- | ------- |
| 1.  | Szwecja         | Birger Asplund    | 64,06 { |
| 2.  | NRD             | Martin Lotz       | 63,54   |
| 3.  | Rumunia         | Gheorghe Costache | 61,36   |
| 4.  | Jugosławia      | Ilija Šoškić      | 59,32   |
| 5.  | Wielka Brytania | Howard Payne      | 59,12   |
| 6.  | Holandia        | Wim Schoemaker    | 48,90   |

### Rzut oszczepem
| Lp. | Państwo         | Zawodnik         | Wynik |
| --- | --------------- | ---------------- | ----- |
| 1.  | NRD             | Manfred Stolle   | 80,64 |
| 2.  | Rumunia         | Gheorghe Popescu | 75,18 |
| 3.  | Wielka Brytania | John FitzSimmons | 73,70 |
| 4.  | Szwecja         | Lennart Hedmark  | 73,10 |
| 5.  | Jugosławia      | Petar Galić      | 71,84 |
| 6.  | Holandia        | Piet Olofsen     | 64,08 |